# Möja-Björndalens naturreservat
Möja-Björndalens naturreservat ligger i på nordvästra delen av ön Möja, Värmdö kommun i Uppland (Stockholms län). Det har en areal av 143.33 hektar. Reservatet bildades 1992.

## Reservatet
Inom reservatet finner man till stor del hällmark med blandskog och huvudsakligen gammal barrskog. Det finns även flera myrmarker.